# The Walking Dead: The Ride
The Walking Dead: The Ride, connu sous le nom de X:\ No Way Out de 1996 à 2012 et X de 2012 à 2018, sont des montagnes russes enfermées du parc Thorpe Park, situé à Chertsey dans le Surrey, au Royaume-Uni, construites en 1996 par Vekoma.

## L'attraction
X:\ No Way Out a été annoncé en tant que « premières montagnes russes en arrière dans le noir ». L'attraction a été construite et thématisée dans l'idée d'être pris au piège dans un virus informatique, mais il ne reste plus beaucoup d'éléments autour de ce thème actuellement. Ce sont les deuxièmes montagnes russes du parc, et les premières montagnes russes classiques après les montagnes russes E-Powered Flying Fish. L'attraction se trouve dans une pyramide bleue et rouge. L'attraction a été renommée X pour la saison 2013. Le parcours et les effets sonores et lumineux ont été modifiés.
Le 20 février 2018, il a été annoncé que les montagnes russes deviendront The Walking Dead: The Ride. Le 31 mars, ils ont rouvert avec le nouveau thème.

## Parcours
Pour l'embarquement et le débarquement, il y a deux gares séparées. Après l'embarquement, le train monte un lift hill d'une hauteur de 12,7 mètres. Sur les 400 mètres de parcours, le train s'arrête trois fois pendant environ 15 secondes. Malgré le circuit relativement court, un tour prend deux minutes.